# Opius lacajensis
Opius lacajensis är en stekelart som beskrevs av Fischer 1962. Opius lacajensis ingår i släktet Opius och familjen bracksteklar. Inga underarter finns listade i Catalogue of Life.